# 칩 버티

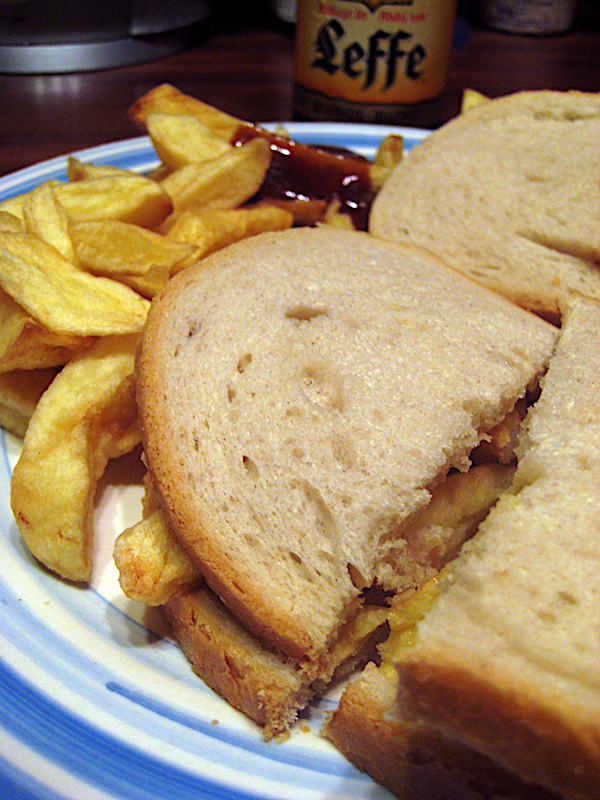

칩 버티(chip butty)는 영국 요리로 감자튀김을 채운 샌드위치다. 정확한 기원에 대한 논쟁이 있지만 19세기 영국의 피시 앤 칩스 식당에서 유래했다. 칩 버티는 영국의 노동 계층 문화와 관련이 있다.